# Doe Ching
 (septembre 2018).
Si vous disposez d'ouvrages ou d'articles de référence ou si vous connaissez des sites web de qualité traitant du thème abordé ici, merci de compléter l'article en donnant les références utiles à sa vérifiabilité et en les liant à la section « Notes et références ».
Doe Ching (陶秦, Tao Qin ; 1915-1969) est un réalisateur et scénariste hongkongais ayant tourné une cinquantaine de films, d'abord pour les studios Cathay puis pour les studios Shao. Il remporte l'Oscar chinois du meilleur réalisateur en 1962 pour Les Belles.

## Filmographie
- 1957 : Our Sister Hedy, avec Yeh Feng
- 1962 : Les Belles, avec Linda Lin Dai
- 1963 : The Dancing Millionairess, avec Lo Lieh
- 1967 : My Dream Boat
- 1968 : When the Clouds Roo By